# كيك بياري
كيك بياري (بالهولندية: Kik Pierie)‏ (10 يوليو 2000 ببوسطن في الولايات المتحدة - ) هو لاعب كرة قدم هولندي في مركز الدفاع. لعب مع نادي هيرنفين.

## روابط خارجية
- كيك بياري على موقع الاتحاد الأوربي (الإنجليزية)
- كيك بياري على موقع قاعدة بيانات كرة القدم.إي يو (الإنجليزية)
- كيك بياري على موقع Soccerway.com (الإنجليزية)
- كيك بياري على موقع عالم كرة القدم.نت (الإنجليزية)